# Hans Richter (guldsmed)
Johan "Hans" Richter, född 1632, död 1 februari 1695 i Stockholm, var en svensk guldsmed.

## Biografi
Hans Richter var son till David Richter och bror till Fredrik Richter. Han kom 1649 i lära hos fadern, utskrevs 1653 och blev mästare 1661. Hans Richter avled 1695 men hans änka Brita Bengtsdotter Selling fortsatte driva hans verkstad till åtminstone 1711. Av hans arbeten är endast en kalk och en paten för Ragunda kyrka kända. Efraim Lundmark har kopplat Hans Richter till den okända mästare som använde stämpeln INR, I så fall har han även utfört en silverkanna från 1671 för Stockholms snickargesäller, nu på Nordiska museet, en sked för Jacobs kyrka i Stockholm inköpt 1683, en oblatask för Djura kyrka inköpt 1697 och en kalk i Strängnäs domkyrka.